# Thỏa thuận tạm thời Genève về chương trình hạt nhân của Iran

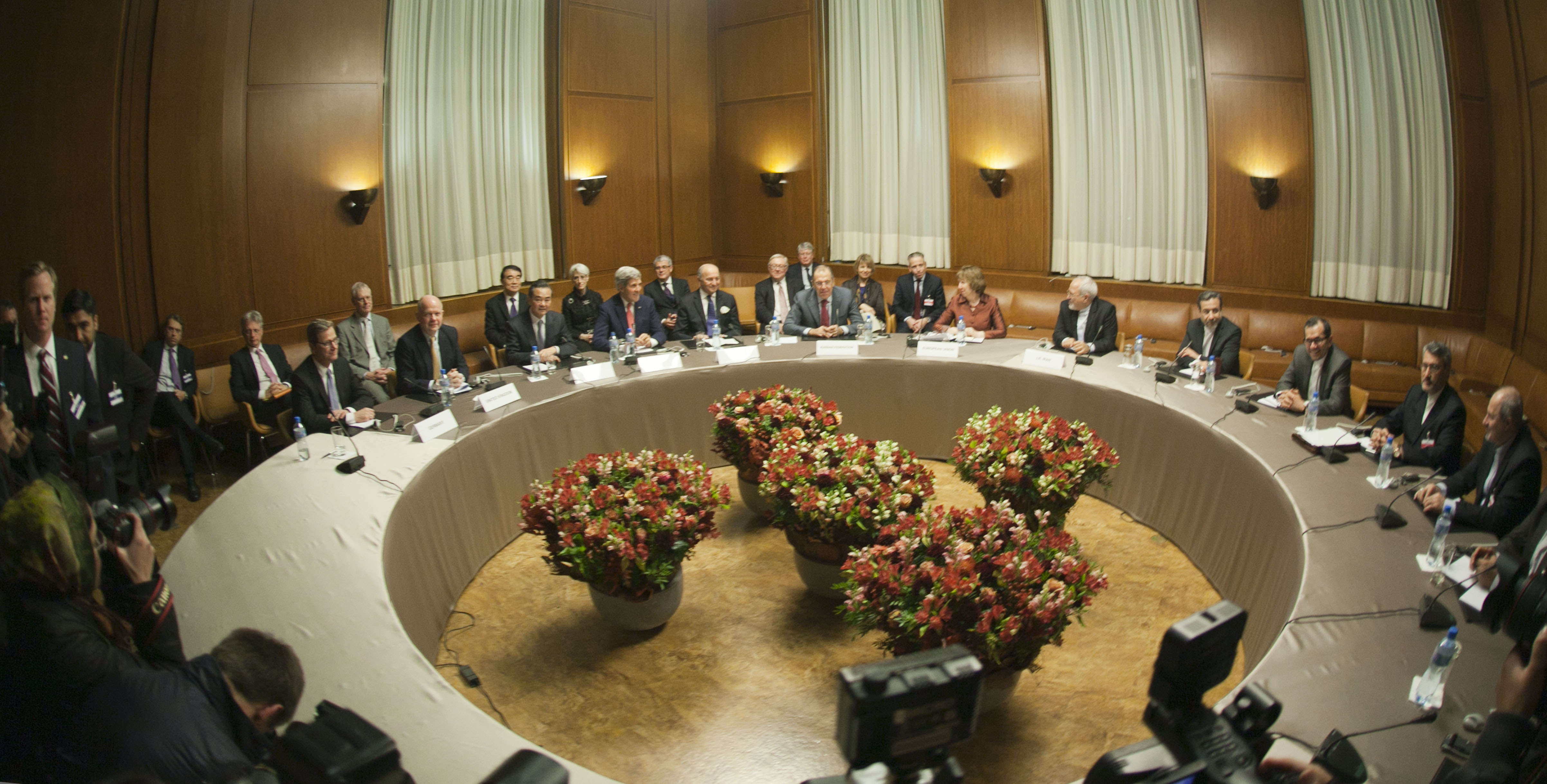
Iran đàm phán về hạt nhân của Iran

Thỏa thuận tạm thời Genève về chương trình hạt nhân của Iran đã được các bên gồm các nước P5+1 (gồm Đức và 5 nước ủy viên thường trực Hội đồng Bảo an Liên Hợp Quốc là Anh Quốc, Hoa Kỳ, Pháp, Nga, Trung Quốc) và Iran thông qua ngày 24/11/2013 tại Genève, Thụy Sĩ sau các cuộc đàm phán được diễn ra nhằm hạn chế các chương trình hạt nhân của Iran, để đổi lấy lệnh nới lỏng cấm vận do Hội đồng Bảo an Liên Hợp Quốc và các nước phương Tây đưa ra.
Theo thỏa thuận này, Iran không được làm giàu uranium. Đổi lại, Iran sẽ được nới lỏng lệnh trừng phạt cấm vận và giảm bớt một số hạn chế thương mại.
Iran cam kết sẽ không thực hiện chương trình làm giàu uranium ở mức 5% trong vòng 6 tháng, đồng thời tiến hành tháo dỡ các phương tiện kết nối kỹ thuật cho phép làm giàu uranium. Iran cũng cam kết vô hiệu hóa kho dự trữ uranium với tỷ lệ gần 20% bằng cách pha loãng với tỷ lệ dưới 5% trong vòng 6 tháng. 

## Phản ứng
Ngoại trưởng Nga Sergei Lavrov khẳng định "ai cũng có lợi" trong việc đạt được thỏa thuận.
Tổng thống Hoa Kỳ Barack Obama hoan nghênh thỏa thuận hạt nhân vừa đạt được giữa Iran và sáu cường quốc, coi đây là "một bước đi quan trọng đầu tiên hướng tới một giải pháp toàn diện."
Ngày 24/11/2013, Thủ tướng Israel Benjamin Netanyahu chỉ trích thỏa thuận hạt nhân giữa các cường quốc với Iran.